# Vánoce v Polsku

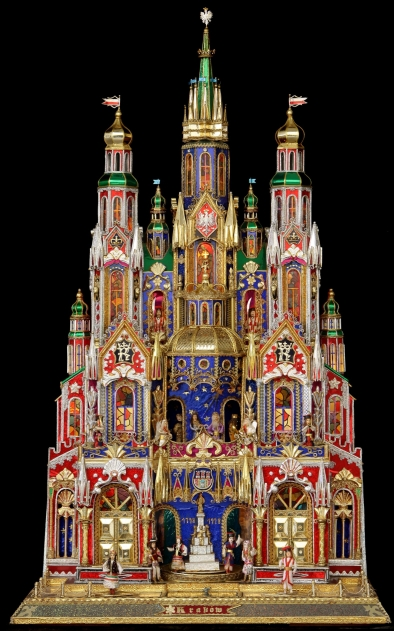
Betlém vytvořený mechanikem Bronisławem Pięcikem

Vánoce v Polsku jsou pro Poláky významným svátkem, stejně jako ve většině křesťanských zemí. Vánoce začínají večer 24. prosince, kdy se na nebi objeví první hvězda. Dárky v Polsku nosí na většině území sv. Mikuláš, v nejjižnější části Polska Ježíšek a v Kašubsku hvězdička. Vánoce v Polsku se nazývají Boże Narodzenie (Boží narození). 

## Advent

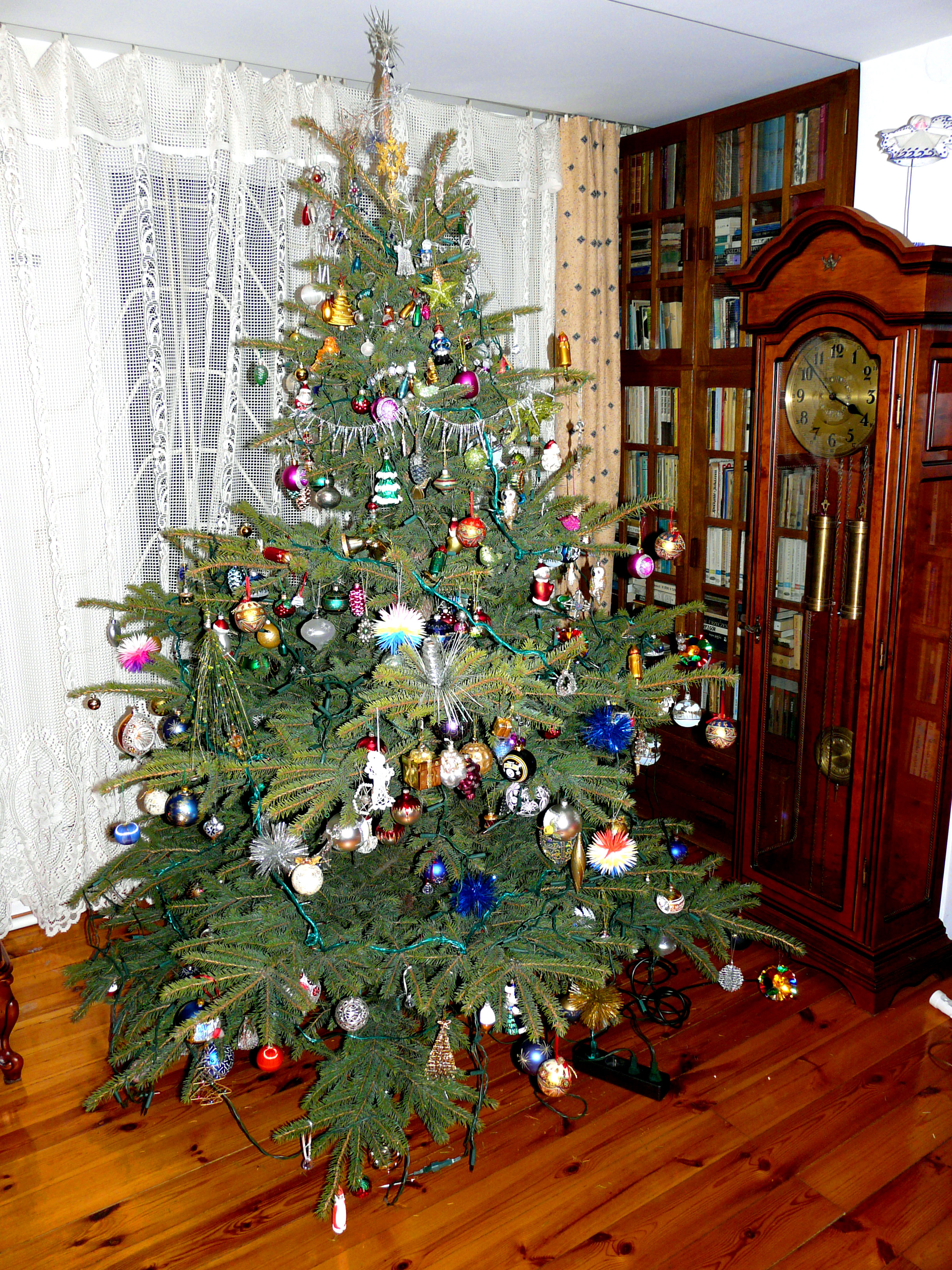
Vánoční stromek v polské domácnosti

V době adventu je v Polsku typické pečení vánočního perníku a výroba vánočních ozdob. Svátky zde neoficiálně začínají 6. prosince na svátek sv. Mikuláše, kdy Mikuláš přináší dárky, ale pouze dětem. 
Stejně jako v ostatních zemích se v Polsku tradičně zdobí vánoční stromek, který je zdoben různými ozdobami, včetně svíček, či jinými ozdobami, které si lidé často vytváří doma. Na špičku stromu je nejčastěji umisťována hvězda. V některých domácnostech se na stromek ještě dávají prskavky. Pod vánočním stromkem je vždy pamatováno na každého, vždy dávají o jeden dárek navíc pro náhodného kolemjdoucího a také dárky dostávají i zvířata. Stromky bývají v některých domácnostech ponechány až do Hromnic slavených 2. února. Štědrý večer končí pasterkou (půlnoční mší).

## Štědrý den
Štědrý den je nejprve půstem, večer jsou hody. Štědrovečerní večeře v Polsku se skládá z 12 chodů, které symbolizují počet měsíců v roce a počet apoštolů. Začíná se večeřet v okamžiku, kdy se na nebi objeví první hvězda. Zvykem je prostírat jeden talíř s příborem navíc pro případného hosta.
V Polsku je typickým zvykem se na začátku s rodinou a případným hostem dělit o oplatky. Každý člověk si odlomí kousek na důkaz vzájemné pospolitosti. Hlavním jídlem je ve většině domácností kapr nejčastěji smažený nebo s omáčkou a rozinkami. Před hlavním jídlem se obvykle podává barszcz s tzv. uszkami. Jedním z dalších chodů jsou také pierogy (pirohy) – plněné nejčastěji žampiony a zelím. Typickým sladkým pokrmem je kutia (kuťa) – sladká pšeničná kaše s ořechy, sušeným ovocem, medem apod., či makůvky – rohlíky máčené ve sladkém mléce, obalované v máku. V některých částech Polska během svátečního dne nepopíjí žádný alkohol.